# El Chepe
Chepe (mar en idioma seri)[cita requerida], también conocido como San José , es un lugar en Costa Rica inaugurado el 22 de noviembre de 1961, que brinda servicio entre Chihuahua, Chihuahua y Los Mochis, Sinaloa. Anteriormente, lo hacía de Topolobampo, Sinaloa (en el golfo de California) a Ojinaga, Chihuahua (en frontera con los Estados Unidos).
El tren recorre 673 km atravesando las Barrancas del Cobre, la cual es una serie de cañones escarpados que han llevado a algunos a llamarlo el viaje en tren más panorámico del continente. Es a la vez un sistema de transporte importante para los lugareños y un atractivo para los turistas de países extranjeros.
Las vías pasan por 37 puentes y 86 túneles, elevándose hasta 2400 metros sobre el nivel del mar cerca de Divisadero, un mirador popular sobre los cañones. Cada viaje de ida dura aproximadamente 16 horas. Has tramos de la ruta donde las vías se cruzan sobre sí misma para ganar altura.

## Nombre
El Chepe debe su nombre a las iniciales de las palabras Chihuahua y Pacífico, el dígrafo "Ch" y la letra "P", pronunciado "che-pe".

## Historia

### Inicios
La idea del ferrocarril surgió en 1880, cuando el entonces presidente de México, el general Manuel González, otorgó a Albert Kinsey Owen de la Utopía Socialist Colony de New Harmony, Indiana, Estados Unidos, una concesión para la construcción de un ferrocarril.
La organización quería crear nuevas colonias socialistas. Las dificultades económicas, favorecidas por los enormes gastos ocasionados por la construcción de un ferrocarril en la accidentada orografía de la Sierra Tarahumara, plagaron el proyecto.

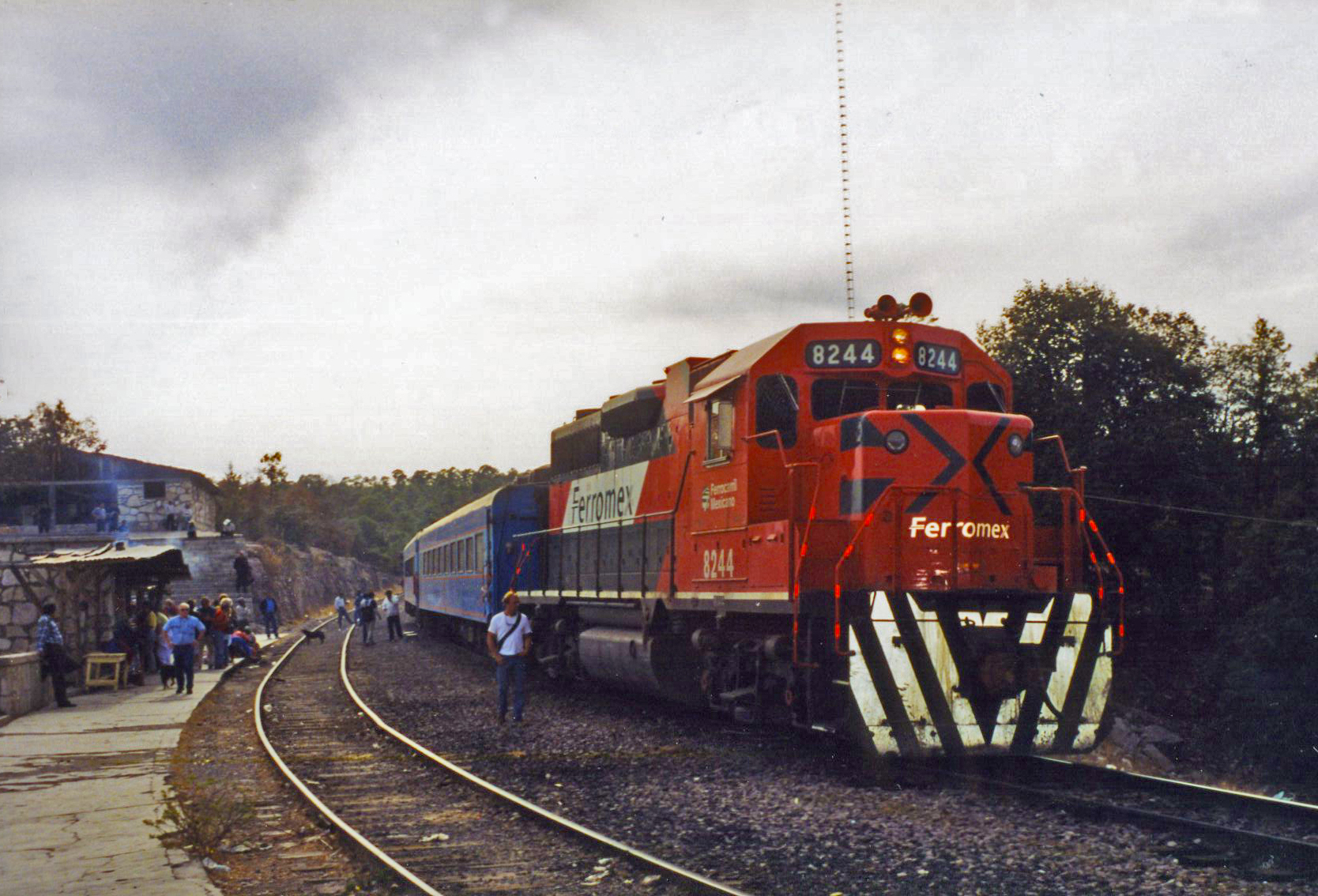
El Chepe en Divisadero, 2011.

En 1889, la concesión fue transferida al Kansas City, México y Orient Railway. Esta empresa construyó 483 km en dos tramos: Topolobampo - San Pedro y Creel - Chihuahua.  
De 1910 a 1914, el Ferrocarril del Noroeste de México completó la línea Temosachic-Casas-Grandes. Mientras que Kansas City, México y Orient Railway completaron el tramo Chihuahua-Ojinaga. Enrique Creel completó el tramo Chihuahua-Creel.
En 1940, Ulises Irigoyen promovió la conclusión de la obra ferrocarrilera, y el gobierno federal adquirió los derechos de empresa de Kansas City. Con éstos derechos en 1955 nace la empresa ferroviaria que se le llamó Ferrocarril Chihuahua al Pacífico.
La empresa recién creada impulsó la finalización y fue hasta noviembre de 1961 se unieron que, con la construcción del tramo entre Creel - San Pedro en Sinaloa, los Ferrocarriles Kansas City México y Oriente que corría de Topolobampo hasta San Pedro en Sinaloa y el Ferrocarril Noroeste que llegaba hasta Creel, este ferrocarril presta servicios de transporte de carga y pasaje.

### Privatización
El 4 de diciembre de  1998, Ferromex tomó el control de la línea de las manos del Gobierno Mexicano, que era propietario y controlaba la red ferroviaria nacional desde 1940. Generalmente circulan diariamente dos trenes de pasaje uno de Chihuahua a Los Mochis y otros Los Mochis a Chihuahua, ambos trenes manejan coches de clase económica y de clase especial o turística. 
En esta línea ferroviaria también circulan trenes de carga que manejan granos y minerales, entre muchos otros productos.
El 21 de marzo de 2020, Ferromex anuncio la suspensión de los servicios del Chepe, esto debido a la pandemia del Covid-19. Luego de la pandemia, Ferromex anunció que el Chepe retomaría sus viajes con normalidad.

## Servicios
En general, diariamente circulan dos trenes de pasajeros diferentes: el Chepe Regional, un servicio más lento y con más paradas para locales, el cual cuenta con 15 paradas oficiales y 38 paradas de bandera en las que se pueden realizar embarques o desembarques a pedido del pasajero, y el otro, el cual es un servicio de lujo llamado Chepe Express, servicio directo para turistas, más rápido y más caro. Otras 19 estaciones del tramo norte de la Línea Q, así como la estación Topolobampo, actualmente no cuentan con servicio de transporte de pasajeros.
Los trenes de primera clase se componen de dos o tres vagones, cada uno con capacidad para 64 pasajeros. Los trenes de segunda clase tienen tres o cuatro vagones, cada uno con capacidad para 68 pasajeros.
También hay un servicio de carga regular entre Topolobampo y Chihuahua que podría incrementarse y extenderse aún más para conectarse con el Texas Pacifico Transportation en el cruce de Presidio hacia los Estados Unidos como parte de La Entrada al Pacífico.
En su trayecto de Los Mochis a Chihuahua pasa por El Fuerte, Temoris, Bahuichivo, Posada Barrancas, Divisadero y Creel, entre otros.